# Marie Roserot de Melin
Marie Elisabeth Caroline Berthe Roserot de Melin est une résistante et infirmière française. Elle est née le 25 janvier 1891 à Grenoble dans le département de l'Isère. Son nom de jeune fille est de Lamothe. Mariée, elle deviendra Marie Elisabeth Caroline Berthe Roserot de Melin. Elle décède le 6 mai 1962 à l'hôpital Saint-Joseph à Paris.
Marie Elisabeth Roserot de Melin fait partie des 2 047 femmes titulaires de la légion d'honneur de 1802 à 1977.  

## Biographie

### Famille
Marie Elisabeth Caroline Berthe Roserot de Melin est née le 25 janvier 1891 à Grenoble. Elle est la fille de Marie Clément Maurice de Lamothe et Marie Antoinette de Paillot. Son père Marie Clément de Lamothe est né en Isère. Militaire, il est élevé au grade de la dignité de Grand Croix de la légion d'honneur et titulaire de celle-ci. Plus tard, il est nommé commandant de la Division d'infanterie d'Oran et Général de la Division ; la dignité la plus élevée au sein de la légion d'honneur. 

### Formation et service
Marie Roserot de Melin est engagée durant la première Guerre Mondiale au titre de bénévole des Secours aux Blessés Militaires ; l'ancienne Croix Rouge Française. Elle est formée de septembre 1915 à septembre 1916 à l'hôpital complémentaire n°46 de Cluny en Saône-et-Loire. Sa formation continue de septembre 1916 à février 1917 à l'hôpital du Château de Polisy dans l'Aube. Elle travaille ensuite au sein de l'hôpital complémentaire n°7 de Mâcon en Saône-et-Loire de février 1917 à mai 1919. Elle décide en septembre 1918 d'être affilée au Service des Contagieux. Ce choix personnel lui permet d'obtenir la Médaille d'Honneur en Bronze des épidémies de la part du Ministre de la Guerre ; André Lefevre.
Elle étend son service d'infirmière de la Croix Rouge en temps de paix de 1925 à 1933. Elle travaille alors dans le service de chirurgie de l'hôpital militaire du Val de Grâce.
Son dévouement au travail fait l'objet de plusieurs éloges du personnel de santé : médecins traitants et chirurgiens pour la plupart. Elle est reconnue comme une excellente collaboratrice à l'habilité remarquable notamment dans le pansage des blessés. 

### Résistance
Elle s'engage dans la résistance le 1er septembre 1942 parmi le réseau Cohors-Asturies fondé en avril 1942 par Jean Cavaillès. Elle signe un contrat d'engagement en application du Décret 366 afin de servir en tant que Chargée de Mission de 3e classe ; le grade de sous lieutenant. Roserot de Melin gère la boîte aux lettres du réseau et le secrétariat.
Elle est ensuite mise à la disposition du chef de l'Armée Secrète, et sert pour le mouvement de résistance Libération Nord. Celle-ci administre l'arrivée et le départ des courriers, les liaisons avec les autres réseaux ainsi que le camouflage des documents importants.

### Arrestation et déportation
Marie Roserot de Melin est arrêtée le 18 décembre 1943 par la Gestapo avant d'être internée et déportée à Angers et à Romainville pour acte de résistance. En février 1944, elle est déportée comme prisonnière de catégorie N.N condamnée à mourir d’épuisement par le travail et les mauvais traitements à Ravensbrück.
En février 1945, elle est transférée par les allemands dans le camp de Mauthausen. 
Le 30 avril 1945, elle est rapatriée par la Croix-Rouge internationale. 

## Distinctions
Elle est reconnue « déporté résistant ».
- Chevalier de la Légion d'honneur par décret le 23 décembre 1960 par le ministère des Anciens combattants en en qualité de déportée-résistante[1].
- Croix de guerre 1939–1945 avec Palme (22 novembre 1946)[1],[4].
- Médaille de la Résistance française (15 octobre 1945)[5].
- Le 9 octobre 1920, elle reçoit la médaille de bronze des Épidémies.
- Médaille de la déportation pour faits de Résistance de par son statut de « déporté résistant »[3].